# ركب فروع

تعديل مصدري - تعديل

ركب فروع هي إحدى قرى عزلة القارة بمديرية رصد التابعة لمحافظة أبين، بلغ تعداد سكانها 120 نسمة حسب تعداد اليمن لعام 2004.